# Hymenopenaeus debilis
Hymenopenaeus debilis är en kräftdjursart som beskrevs av Sidney Irving Smith 1882. Hymenopenaeus debilis ingår i släktet Hymenopenaeus och familjen Solenoceridae. Inga underarter finns listade i Catalogue of Life.